# South Weldon
South Weldon è un census-designated place (CDP) degli Stati Uniti d'America, situato nello stato della Carolina del Nord, nella contea di Halifax. Secondo il censimento del 2020 gli abitanti di South Weldon ammontavano a 550.